# 老锣
老锣（德語：Robert Zollitsch，直译为罗伯特·佐里奇，1966年4月9日—）是中国新式音乐的德国作曲家和音乐制作人。老锣将自己定位成一个亚洲传统音乐的专家和当代中国音乐重要的作曲家之一。他最著名的作品是流传于中国大陆网络的民歌《忐忑》。

## 生平
1966年出生德国慕尼黑。早期童年他就开始学习巴伐利亚的民俗乐器，巴伐利亚古筝。1986年到1990年，他就读于汉斯·艾斯勒音乐学院学习音乐理论。1993年他靠奖学金进入上海音乐学院师从龚一学习古琴。
老锣精通中国、蒙古和西藏音乐。他和中国的音乐家或歌手（如龚琳娜、乌仁娜、杜聪、罗燕等）一同创作了广泛使用和声，融合不同文化元素的中国古典音乐。自2003年起，老锣开始定居于中国北京。他與第二任妻子、歌唱家龚琳娜於2004年2月结婚，并育有两个儿子海酷（2005年4月14日-）、雅酷（2007年6月17日-）。他为龚琳娜撰写了一些专辑如“静夜思”（2006年）和“夜雪”（2010年）。2011年元旦时，龚琳娜在湖南卫视跨年晚会上演唱了他的实验性作品《忐忑》，使《忐忑》开始流行中国互联网。2012年至2013年新旧岁交替老锣夫妇在跨年晚会的“神曲”《法海你不懂爱》、《金箍棒》，因歌词及表演被指戏谑佛教，遭佛教界严正抗议及要求致歉，导致法海事件。两人于2024年离婚。